# وحيد صقر
وحيد صقر (1960 - 7 نوفمبر 2015) هو ناشط سياسي سوري من من قرية زاما بمدينة جبلة في سوريا. ينتمي للطائفة العلوية، وعمل في سلك قوى الأمن الداخلي بدمشق عام 1979.

## مسيرته
خرج من سوريا وقام بتأسيس صحيفة (شفاف الشام ) منذ 2006 وهي صحيفة مطبوعة وإلكترونية في لندن وبدأ المسيرة كمعارض ضد النظام السوري.
توفي يوم 6 نوفمبر في لندن بظروف غامضة.

## وظائف
- رئيس تحرير جريدة شفاف شام
- عضو المعهد الدولي للدراسات الإستراتيجية لندن
- رئيس حزب التكتل السوري الموحد
- عضو نقابة الصحفيين العرب

## وفاته
توفي في 6 تشرين الثاني 2015 بعد معاناة من المرض في لندن.

## وصلات خارجية
- جريدة شفاف الشام
- وحيد صقر
- الجبهة الثورية لتحرير سوريا

1. ↑  "وفاة المعارض السوري وحيد صقر في لندن". قناة العربية. اطلع عليه بتاريخ ٠٦/١١/٢٠١٥. {{استشهاد ويب}}: تحقق من التاريخ في: |تاريخ الوصول= (مساعدة)
2. ↑  "وفاة المعارض السوري وحيد صقر في لندن". RT Arabic. اطلع عليه بتاريخ 2024-02-10.
3. ↑  صقر يدعو إلى الحزم مع حكومة الأسد، اطلع عليه بتاريخ 2024-02-10
4. ↑  محرر 06 (6 نوفمبر 2015). "وحيد صقر توفي في لندن بعد صراع مع المرض". عنب بلدي. اطلع عليه بتاريخ 2024-02-10.{{استشهاد ويب}}:  صيانة الاستشهاد: أسماء عددية: قائمة المؤلفين (link)